# Максимівка (ґміна)
Гміна Максимівка (пол. Gmina Maksymówka) — колишня (1934—1939 рр.) сільська гміна Збаразького повіту Тарнопольського воєводства Польської республіки (1918—1939) рр. Центром гміни була Максимівка — село з дотогочасної гміни Стриївка.
До складу гміни входили сільські громади: Яцівці, Клебанівка, Киданці, Романове Село, Стриївка. Налічувалось 1 414 житлових будинків. 

17 січня 1940 року ґміна ліквідована у зв’язку з утворенням району.